# Phil Keoghan
Philip John "Phil" Keoghan, född 31 maj 1967 i Lincoln i Nya Zeeland, är en nyzeeländsk tv-personlighet som leder det amerikanska programmet The Amazing Race.